# Irvillac
Irvillac är en kommun i departementet Finistère i regionen Bretagne i västra Frankrike. Kommunen ligger i kantonen Daoulas som tillhör arrondissementet Brest. År 2022 hade Irvillac 1 427 invånare.

## Befolkningsutveckling
Antalet invånare i kommunen Irvillac
Referens:INSEE